# Markvart z Annweileru
Markvart z Annweileru (německy Markward von Annweiler, italsky Marcovaldo di Annweiler, zemřel 1202 v Patti) byl říšský ministeriál, účastník třetí křížové výpravy a štaufský regent Sicilského království.

## Život

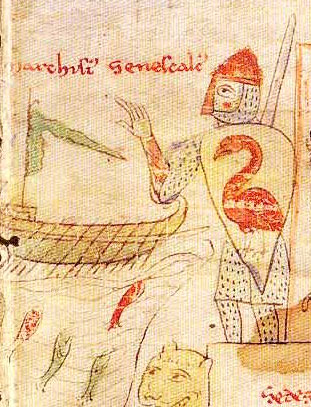
Markvart z Annweileru

Markvart byl původně říšským ministeriálem, poprvé je písemně doložen roku 1184 jako společník mladého římského krále Jindřicha, syna císaře Fridricha Barbarossy.
Roku 1189 se účastnil křížové výpravy s císařem na do Svaté země, byl jedním z jeho poslů k byzantskému císaři. Po neúspěchu výpravy se vrátil do říše a v letech 1193-1195 se podílel na dobývání Sicílie. Jako odměnu za jeho zásluhy mu Jindřich VI. udělil svobody a připsal vévodství Ravennu, Romagnu a anconskou marku.
Roku 1197 společně s maršálkem Jindřichem z Kadeln utopil v krvi protištaufské povstání Normanů na Sicílii.
| „         | Nebylo žádného útočiště pro obyvatelé té země, kromě jediného hradu San Giovanni, který byl mezi pevnostmi onoho kraje nejpevnější a nejlépe opevněný přirozenou polohou... | “ |
| — Ansbert | |   |

Soudní proces se vzbouřenci byl na svou dobu neobvykle krutý. Zajatci byli upáleni či zaživa rozřezáni pilou nebo nabodnuti na kůl. Jejich vůdci na hlavu přibili rozžhavenou železnou korunu. Zastrašení Normanů bylo díky tomuto morbidnímu divadlu úspěšné.
Přípravy na novou křížovou výpravu do Svaté země byly přerušeny nečekaným skonem Jindřicha VI. a Markvart se dostal do konfliktu s královskou vdovou Konstancií, která byla normanské krve a jménem tříletého syna zrušila vazby vytvořené zesnulým manželem mezi vládou Sicílie a Říší. Obklopila se pouze místními rádci a Markvarta zbavila moci a pokusila se ji omezit na jeho léno v Molise. V listopadu 1198 královna zemřela. Markvart se znovu pokusil získat post regenta sicilského království a podařilo se mu ovládnout Palermo a získat do péče osiřelého Fridricha. Následný konflikt s papežem Inocencem III. vygradoval, když proti němu svatý otec roku 1199 vyhlásil křížovou výpravu, považovanou za první "politickou kruciátu" své doby, do jejíhož čela se později postavil Gautier z Brienne, zeť bývalého krále Tankreda. Válečná štěstěna byla vrtkavá, zatímco Gautier se stal pánem pevniny a tituloval se králem Sicílie, Markvartovi se za pomoci muslimských spojenců podařilo udržet ostrovní Siciílii.
Markvart z Annweileru zemřel na úplavici roku 1202.